# Ломач, Михаил Михайлович
Михаил Михайлович Ломач (20 декабря 1936 — 27 мая 1998) — советский хозяйственный, государственный и политический деятель. Член КПСС.

## Биография
Родился в 1936 году в станице Староджерелиевской.
С 1960 года — на хозяйственной, общественной и политической работе. В 1960—1998 гг. — старший агроном колхоза «Советская Россия» Красноармейского района, директор совхоза «Полтавский» Красноармейского района, начальник Красноармейского районного производственного управления сельского хозяйства, председатель колхоза «Путь к коммунизму» Славянского района Краснодарского края, начальник Краснодарского краевого управления сельского хозяйства, генеральный директор агропромышленного комплекса «Кубань».
Избирался народным депутатом России. Делегат XXV, XXVII съездов КПСС и XIX партконференции.
Умер в Краснодаре в 1998 году.